# 切魯薩河
44°25′36″N 8°44′34″E / 44.42667°N 8.74278°E

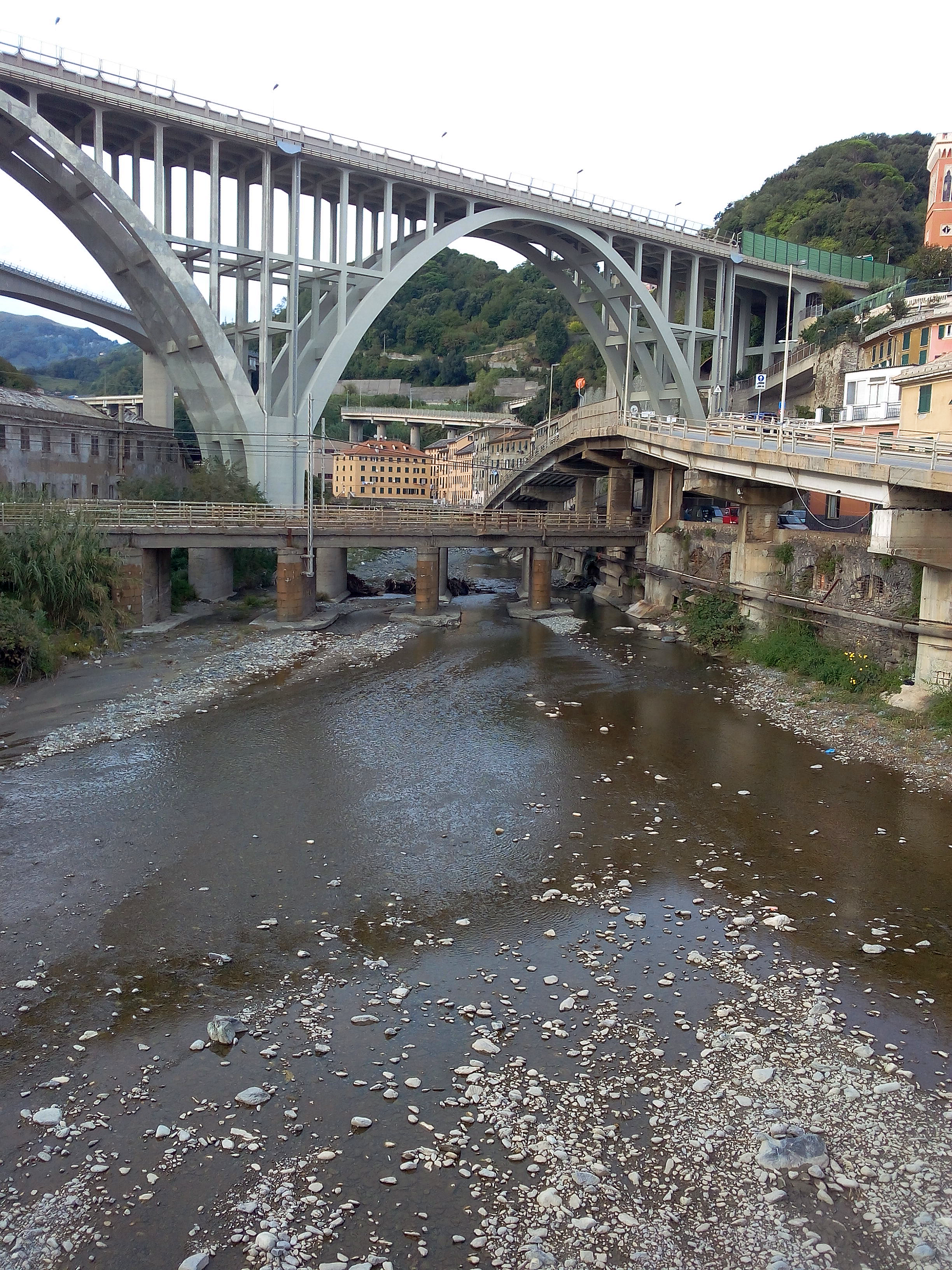

切魯薩河是意大利的河流，位於該國西北部，處於利古里亞大區，河道全長11公里，流域面積24平方公里，最終在熱那亞注入利古里亞海。